# Petrus van Schendel

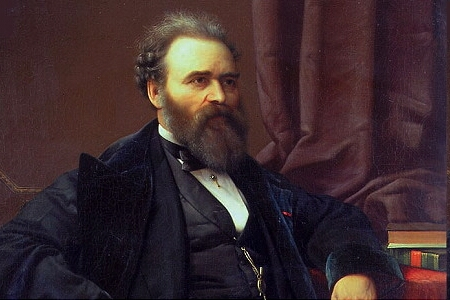
Petrus van Schendel, självporträtt.

Petrus van Schendel, född den 21 april 1806 i Terheijden nära Breda, död den 28 december 1870 i Bryssel, var en belgisk målare.
van Schendel genomgick 1822–1828, samtidigt med Leys och Wiertz, Antwerpens akademi under ledning av Mathieu-Ignace van Brée. Han uppehöll sig därefter några år i Holland, men bosatte sig sedan i Bryssel. van Schendel vann ett namn huvudsakligen genom torgscener med ljuseffekter, men han målade även religiösa ämnen; hans Julaftonen i Betlehem betalades med 25 000 floriner. Även i några av sina porträtt använde han ljuseffekter.